# Sardieu
Sardieu település Franciaországban, Isère megyében. Lakosainak száma 1184 fő (2022. január 1.). Sardieu Châtenay, La Côte-Saint-André, Marcilloles, Penol, Saint-Siméon-de-Bressieux és Ornacieux-Balbins községekkel határos.

## Népesség
A település népessége az elmúlt években az alábbi módon változott:
| Lakosok száma | 453  | 522  | 555  | 829  | 1066 | 1097 | 1124 | 1158 | 1163 | 1184 |
|               | 1968 | 1982 | 1990 | 2006 | 2013 | 2015 | 2017 | 2019 | 2020 | 2022 |